# Polisadministratie
De polisadministratie is een register waarin de meeste Nederlandse inkomstengegevens worden opgeslagen. Hieronder vallen de arbeidsvergoedingen van werkgevers aan werknemers, maar ook bijvoorbeeld sociale uitkeringen, lijfrentes en pensioenen. Andere 'inkomsten' zoals de zorgtoeslag en kinderbijslag staan niet in de polisadministratie geregistreerd. Deze administratie is een belangrijk instrument voor de uitvoering van de Wet walvis. Het register wordt beheerd door het Uitvoeringsinstituut Werknemersverzekeringen (UWV). 

## Naam
De naam polisadministratie is feitelijk misleidend: er staan helemaal geen polissen geregistreerd, maar aan de hand van de geregistreerde gegevens wordt wel vastgesteld of een persoon aanspraak kan maken op een of meer werknemersverzekeringen bij UWV. Op basis van de gegevens in de polisadministratie kan op elk moment per werknemersverzekering geautomatiseerd worden bepaald wat de hoogte en de duur van een eventuele uitkering is. Dit leidt tot administratieve lastenverlichting bij werkgevers en biedt de verzekerden de mogelijkheid om deze gegevens in te zien met behulp van hun DigiD.

## Gegevensstromen
De voornaamste gegevensstromen waarmee de Polisadministratie gevoed wordt zijn:
- Elektronische loonaangifte van inhoudingsplichtigen (werkgevers, uitkeringsinstanties etc)
- Weekaanleveringen (voornamelijk uitzendbureaus)
- BRP (voor persoonsgegevens)
- Belastingdienst (gegevens over inhoudingsplichtigen)

De wet Walvis heeft aanvankelijk aanleiding gegeven tot een automatiseringsdebacle: door het niet functioneren van de keten Belastingdienst naar UWV (Polisadministratie) is een deel van de gegevens over 2006 verloren gegaan, met als gevolg dat in juni 2007 aan 108.000 werkgevers door de Belastingdienst gevraagd is opnieuw aangifte te doen over het jaar 2006. Over het jaar 2007 is dit aantal gereduceerd tot ca. 32.000, wat laat zien dat de problemen nog niet volledig zijn opgelost. Ook de kerntaak van de polisadministratie, het automatisch vaststellen van uitkeringen, moet nog worden gerealiseerd.
De polisadministratie is een van de grootste administratieve databases die Nederland kent. Voor ca. 14 miljoen Nederlanders en in Nederland werkzame buitenlanders worden maandelijks ca. 20 miljoen uitgebreide loonaangiften gedaan die via de Belastingdienst binnenkomen in de polisadministratie om vervolgens te worden geleverd aan een groot en groeiend aantal afnemers: onder meer het CBS, de Belastingdienst (diverse toeslagen), sociale diensten, zorgverzekeraars, pensioenfondsen en -verzekeraars, gerechtsdeurwaarders, en natuurlijk de UWV organisatie zelf.

## Perikelen
De extreme omvang van de polisadministratie is een direct gevolg van de sociale verzekeringswetgeving. De hoogte van iemands uitkering hangt af van diens (arbeids)inkomen gedurende een bepaalde referteperiode. Elke fout of onvolledigheid in de aanlevering of verwerking van de loonaangiftegegevens leidt tot een onjuiste vaststelling van uitkeringen en dit vraagt weer om allerlei organisatorische maatregelen en technische voorzieningen. Vooralsnog leidt dit tot de paradoxale situatie dat de gegevens in de polisadministratie vaak beter bruikbaar zijn voor de externe afnemers dan voor UWV zelf.
Eind 2009 werd de polisadministratie tot object van controverse tussen bedrijven die salarissoftware maken enerzijds en de ministeries van Financiën en SZW anderzijds. Aanleiding was het voornemen om correcties met terugwerkende kracht te verbieden en zodoende te voorkomen dat eenmaal door UWV toegekende uitkeringen achteraf zouden moeten worden gecorrigeerd. Om deze Eenduidige Loonaangifte (ELOA) te bereiken zouden veel softwaremakers hun programmatuur ingrijpend moeten aanpassen. In november 2009 protesteerden de softwaremakers schriftelijk bij de Tweede Kamer waarbij zij betoogden dat de polisadministratie zo was opgezet dat UWV zelf in staat was om de gevolgen van correcties met terugwerkende kracht op te vangen. Daarnaast beweerden zij dat het probleem van correcties met terugwerkende kracht helemaal niet meer zo groot is als UWV doet voorkomen. In december 2009 riep de Tweede Kamer de twee ministeries op (motie Blok-Omtzigt) om alsnog met de softwaremakers in gesprek te gaan en een tweede automatiseringsdebacle rond de polisadministratie te voorkomen. In januari 2010 kwam vervolgens het Actal terug op de eerdere berekeningen die uitwezen dat ELOA zou leiden tot administratieve lastenverlichting. Twee weken later viel na een hoorzitting het besluit om de ELOA-wetgeving voor de tweede maal uit te stellen. In maart 2010 publiceerde de bouwer van de polisadministratie vervolgens een whitepaper waarin zij het gelijk van de softwaremakers op hoofdlijnen bevestigde en betoogde dat veel problemen zijn terug te voeren op een weeffout in de wet WALVIS. UWV gaf eind mei aan dat zij tot november 2010 de loonaangiftepraktijk en de voorstellen om de problemen op te lossen nader zal onderzoeken. Een half jaar later stelden UWV en belastingdienst vast dat terugwerkende-kracht-mutaties geen grote problemen opleverden en dat het ELOA dossier kon worden gesloten.
Ondertussen bepaalt UWV sinds 2009 de meeste uitkeringen volledig aan de hand van de gegevens in de polisadministratie.

## Afnemers
Belangrijke andere afnemers van de polisadministratie zijn naast UWV zelf:
- Belastingdienst: toeslagen, vooringevulde belastingaangifte
- Sociale Verzekeringsbank, informatie over inkomens en dienstverbanden
- Centraal Bureau voor de Statistiek: loon- en arbeidsmarktstatistieken
- Pensioenfondsen: informatie over dienstverbanden ten behoeve van vaststelling van rechten en (soms) premies
- Gerechts- en belastingdeurwaarders: loonbeslagen, incasso
- CVZ: loonbeslagen bij wanbetaling ziektekostenpremies
- Gemeenten: informatie over inkomens en dienstverbanden
- Inlichtingenbureau / SIOD: fraudebestrijding
- CAK: informatie ten behoeve van vaststelling vergoedingen, met name in het kader van de Wlz en de WMO.

Het aantal afnemers van de polisadministratie zal naar verwachting de komende jaren verder toenemen. Een belangrijke afnemer die nog niet wordt bediend is de burger die op enig moment inzage dient te krijgen in de eigen dienstverband- en inkomensgegevens en de daarvan afgeleide rechten op sociale uitkeringen.